# Список озброєння запорізьких козаків
Озброєння запорізьких козаків — це озброєння яке використовувалося запорозькими козаками під час бойових дій. Зброя козаків була дуже різноманітною. Складається з різних видів зброї: вогнепальної, холодної, метальної та ін. Запорозькими козаками використовувалася як зброя власного виробництва, так і трофейна (в основному трофейна у: поляків, московитів, турків, татар) та придбана. Частина видів зброї була дуже поширена, наприклад шаблі, пістолі, рушниці, інші навпаки зустрічалися нечасто — наприклад алебарди, аркебузи, бердиші. У козацькому війську не існувало єдиних стандартів озброєння та амуніції і кожний козак мав озброєння згідно з його вподобанням та матеріальними можливостями. Козаки вміло застосовували наявну зброю, постійно підвищували свій рівень майстерності, а також часто вигадували нові варіанти застосування зброї, що надавало їм значної переваги перед супротивником. Наприклад запорозькі козаки славилися майстерним володінням холодною зброєю та влучним веденням вогню з вогнепальної зброї. У них були гармати, луки тощо.

## Холодна зброя
| Вид зброї            | Зображення    | Примітки                  |               |
| Холодна зброя        | Холодна зброя | Холодна зброя             | Холодна зброя |
| -------------------- | ------------- | ------------------------- | ------------- |
| Ніж                  |               |                           |               |
| Кинджал              |               |                           |               |
| Шабля                |               |                           |               |
| Домаха               |               | Вид шаблі                 |               |
| Карабела             |               | Вид шаблі                 |               |
| Рапіра[джерело?]     |               |                           |               |
| Список               |               |                           |               |
| Алебарда             |               | Вид списа                 |               |
| Піка[джерело?]       |               | Вид списа                 |               |
| Бердиш               |               |                           |               |
| Бойова коса          |               |                           |               |
| Бойова сокира        |               |                           |               |
| Бородоподібна сокира |               | Вид бойової сокири        |               |
| Скандинавська сокира |               | Вид бойової сокири        |               |
| Клевець              |               |                           |               |
| Келеп (Чекан)        |               |                           |               |
| Бойовий ціп          |               |                           |               |
| Булава               |               | Символ гетьманської влади |               |
| Пірнач               |               | Символ старшинської влади |               |

## Метальна зброя
Хоч і вогнепальна зброя відігравала чільну роль у козацькому арсеналі, лук аж до 20-х років XVIII ст. не був вітіснений нею. Про використання лука козаками задовго після широкого поширення вогнепальної зброї свідчить зокрема прізвисько козацького гетьмана Петра Сагайдачного, що походить від слова сагайдак.

## Вогнепальна зброя
| Вид зброї козаків | Зображення        | Примітки                                                                                                 |                   |
| Вогнепальна зброя | Вогнепальна зброя | Вогнепальна зброя                                                                                        | Вогнепальна зброя |
| ----------------- | ----------------- | --- | ----------------- |
| Бандолет          |                   | |                   |
| Аркебуза          |                   | |                   |
| Рушниця           |                   | |                   |
| Гаківниця         |                   | Вид рушниці                                                                                              |                   |
| Фузія             |                   | Вид рушниці                                                                                              |                   |
| Мушкет            |                   | |                   |
| Ожига             |                   | Багатоствольна зброя, в залежності від калібру може відноситися як до вогнепальної зброї так і артилерії |                   |
| Яничарка          |                   | |                   |

Пістолети широко використовувала козацька старшина. Про це свідчать письмові джерела та знахідки на острові Байда. Пістолети були, як правило, західноєвропейського або східного виробництва. Велика кількість козацьких пістолів збереглася в українських музеях (див. наприклад каталог «Україна – козацька держава»).

## Артилерія
| Вид зброї | Зображення | Примітки    |           |
| Артилерія | Артилерія  | Артилерія   | Артилерія |
| --------- | ---------- | ----------- | --------- |
| Гармата   |            |             |           |
| Фальконет |            | Вид гармати |           |
| Василіск  |            | Вид гармати |           |
| Мортира   |            |             |           |

## Флот
| Вид зброї | Зображення | Примітки          |      |
| Флот      | Флот       | Флот              | Флот |
| --------- | ---------- | ----------------- | ---- |
| Байдак    |            |                   |      |
| Дуб       |            |                   |      |
| Дубок     |            | Вид Дуба          |      |
| Чайка     |            |                   |      |
| Кирлангич |            |                   |      |
| Галера    |            | Трофейні турецькі |      |

## Інша зброя
| Вид зброї                 | Зображення | Примітки   |            |
| Інша зброя                | Інша зброя | Інша зброя | Інша зброя |
| ------------------------- | ---------- | ---------- | ---------- |
| Часник                    |            |            |            |
| Козацький підводний човен |            |            |            |
| Засіка                    |            |            |            |
| Гуляй-город               |            |            |            |
| Облогова вежа             |            |            |            |